# "Weird Al" Yankovic in 3-D
"Weird Al" Yankovic in 3D ("Weird Al" Yankovic em 3D", também conhecido como In 3D) é o segundo álbum do músico norte-americano "Weird Al" Yankovic. Foi lançado em 1984 pela gravadora Scotti Brothers Records. O álbum contém a paródia "Eat It" que tornou "Weird Al" famoso mundialmente e contém também sua primeira "Polka Medley", uma combinação de várias canções famosas em estilo Polca.
O álbum parodiou musicas pops e rocks populares dos anos 80 e grandes artistas como Michael Jackson, Men Without Hats, Greg Kihn Band, The Police e Survivor (banda), A outra parte do álbum contem "Parodias de estilos" imitações de estilos musicais de cantores mas não perto de ser diretamente uma copia de algum cantor. Uma dessas parodias de estilo e uma do Bob Marley e The B-52s. Este álbum marcou um afastamento musical da estreia autointitulada de Yankovic, na medida em que os arranjos das paródias estavam agora mais próximos dos originais. Além disso, o Acordeão não era mais usado em todas as músicas, mas apenas quando considerado apropriado ou comicamente inapropriado. O álbum também se destaca por ser o primeiro álbum lançado por Yankovic a incluir um polca medley de canções de bandas de sucesso como The Beatles. Um pastiche semelhante de canções de sucesso, com música polca, apareceu desde então em quase todos os álbuns de Yankovic.

## Faixas
| Faixa | Nome                                                   | Duração | Paródia de                              | Descrição |
| ----- | ------------------------------------------------------ | ------- | --------------------------------------- | --- |
| 1     | "Eat It" (Coma Isso)                                   | 3:21    | "Beat It" por Michael Jackson           | A difícil missão dos pais de uma criança que tentam fazê-la comer apropriadamente. |
| 2     | "Midnight Star" (A Estrela da Meia-noite)              | 4:35    | Original                                | Sobre tablóides. |
| 3     | "The Brady Bunch"                                      | 2:41    | "The Safety Dance" por Men Without Hats | Sobre a devoção de um homem à televisão e seu desafeto peplo sitcom The Brady Bunch. Também contém uma adaptação da letra letra do tema de Brady Bunch. |
| 4     | "Buy Me a Condo" (Compre-me um condomínio)             | 3:45    | Parodia de estilo de Bob Marley         | Um rastafári canta sobre deixar seu estilo de vida para se tornar um yuppie. |
| 5     | "I Lost on Jeopardy" (Eu Perdi em Jeopardy)            | 3:28    | "Jeopardy" por The Greg Kihn Band       | Descreve uma situação na qual o narrador perde espetacularmente no jogo televisivo Jeopardy!. O apresentador do programa, Don Pardo, narrou uma parte da canção. |
| 6     | "Polkas on 45" (Polca em 45)                           | 4:23    | Uma das Polka Medleys                   | Inclui trechos das seguintes canções: - "Jocko Homo" por Devo, - "Smoke on the Water" por Deep Purple, - "Sex (I'm A…)" por Berlin, - "Hey Jude" por The Beatles, - "L.A. Woman" por The Doors, - "In-A-Gadda-Da-Vida" por Iron Butterfly, - "Hey Joe" por The Jimi Hendrix Experience, - "Burning Down the House" por Talking Heads, - "Hot Blooded" por Foreigner, - "Bubbles in the Wine" por Lawrence Welk, - "Every Breath You Take" por The Police, - "Should I Stay or Should I Go" por The Clash, - "Jumpin' Jack Flash" por The Rolling Stones - "My Generation" por The Who. - "Ear Booker Polka" por "Weird Al" Yankovic O nome é uma referência ao grupo holandês Stars on 45. |
| 7     | "Mr. Popeil" (Sr. Popeil)                              | 4:42    | Parodia de estilo de The B-52's         | Sobre o inventor Samuel Popeil, suas invenções inúteis e os infomerciais do seu filho Ron Popeil; uma das backing vocalistas na faixa é a filha de Samuel e irmã de Ron, Lisa Popeil. A canção apareceu em um dos infomerciais de Ron no Showtime Rotisserie. |
| 8     | "King of Suede" (Rei da Camurça')                      | 4:15    | "King of Pain" por The Police           | Sobre o maior vendedor de tecidos do mundo. |
| 9     | "That Boy Could Dance" (Aquele Menino Sabe Dançar')    | 3:34    | Original                                | Sobre uma criança nerd que é invejada assim que pisa na pista de dança. |
| 10    | "Theme from Rocky XIII (The Rye or the Kaiser)"        | 3:37    | "Eye of the Tiger" por Survivor         | Sobre Rocky Balboa que agora é dono de uma delicatessen e costuma bater na linguiça de fígado. No film de 2006 Rocky Balboa, Rocky é primeiramente visto trabalhando em uma delicatessen. |
| 11    | "Nature Trail to Hell" (Rastro da Natureza do Inferno) | 5:50    | Original                                | Sobre um slasher ficcional "em 3-D". A canção possui uma mensagem audível somente com a faixa tocada de trás para frente, que diz: "Satan eats Cheez Whiz!" (Satã come Cheez Whiz!). |

| Críticas profissionais                                                      | Críticas profissionais |
| Avaliações da crítica                                                       | Avaliações da crítica  |
| Fonte                                                                       | Avaliação              |
| --------------------------------------------------------------------------- | ---------------------- |
| Allmusic                                                                    | [ 1 ]                  |
| Robert Christgau                                                            | (C+)                   |
| Esta tabela precisa de ser acompanhada por texto em prosa. Consulte o guia. |                        |

## Paradas

### Álbum
| Ano  | Parada            | Posição |
| ---- | ----------------- | ------- |
| 1984 | The Billboard 200 | 17      |

### Singles
| Ano  | Single               | Parada                | Posição |
| ---- | -------------------- | --------------------- | ------- |
| 1984 | "Eat It"             | The Billboard Hot 100 | 12      |
| 1984 | "I Lost On Jeopardy" | The Billboard Hot 100 | 81      |
| 1984 | "King of Suede"      | The Billboard Hot 100 | 62      |

## Formação
- "Weird Al" Yankovic - sintetizador, piano, acordeão, voz
- Don Pardo - voz
- Jim West - guitarra
- Rick Derringer - guitarra, bandolim
- Robert Tebow - baixo
- Steve Jay - banjo, baixo
- Pat Regan - sintetizador, piano
- Jon "Bermuda" Schwartz - percussão, bateria
- Joel Miller - Bongos
- Warren Luening - trompete
- Joel Peskin - clarinete
- Eric Denne - tuba
- Jimmy "Z" Zavala - saxofone
- Lisa Popeil - backing vocais
- Petsye Powell - backing vocais
- Andrea Robinson - backing vocais

### Produção
- Direção de arte: Donald, Lane
- Arte: Jim Heimann
- Ilustração da capa: Jim Heimann